# Fonctions dans la maîtrise d'ouvrage
Pour les articles homonymes, voir MOAS.
On distingue dans la Maîtrise d'ouvrage (MOA) plusieurs rôles ou fonctions : 
- le maître d’ouvrage stratégique (MOAS) ;
- l'architecte métier ;
- le maître d’ouvrage délégué (MOAD) ;
- le sponsor ;
- le maître d’ouvrage opérationnel (MOAO) ;
- l’assistant à maîtrise d’ouvrage  (AMOA) ;
- l’expert métier (EM) ;
- l’utilisateur, au service duquel se trouvent toutes les autres fonctions ;
- la coordination des maîtrises d'ouvrage.

## Le maître d’ouvrage stratégique (MOAS)
À la tête de toute entité se trouve un dirigeant : PDG (Président-directeur général) ou DG (Directeur général) pour l’entreprise, DGA (Directeur Général Adjoint) ou directeur pour une direction de l’entreprise, chef de service pour les unités qui constituent la direction, etc. Là aussi, les appellations varient d’une entreprise à l’autre, mais se rapportent à l’organisation hiérarchique.
Le dirigeant de l’entité, le patron, c’est le « maître d’ouvrage stratégique » (MOAS). C’est lui qui prend les décisions importantes concernant la MOA, qui arbitre les différends entre ses collaborateurs, qui signe le contrat avec la Maîtrise d'œuvre (MOE), qui participe au (ou même préside le -) Comité de pilotage ou le comité directeur du projet. Comme le système d'information (SI) est, dans la plupart des entreprises, à la fois la concrétisation de la stratégie et la condition de sa mise en œuvre, les décisions essentielles sont prises par le MOAS (notamment pour le lancement des grands projets et des programmes d'entreprise).
Cependant le MOAS n’est pas, en général, un expert en matière de système d'information. Même s’il a pu être un expert par le passé, ses responsabilités ne lui permettent pas de se tenir au courant de l’état de l’art. C’est pourquoi il se fait assister par un maître d’ouvrage délégué (MOAD) auquel il délègue (c’est le sens même de l’expression) le soin de l’expertise dans le domaine du système d'information.
Le principe qui sous-tend cette organisation, c’est la séparation de l'expertise et de la décision. L'expert n’a pas à porter le poids de la décision, mais il la prépare en fournissant au décideur les éléments d’information nécessaires ; le décideur n’a pas à se tenir au courant de l’état de l’art, mais il est attentif aux priorités de l’entreprise, vigilant quant à la perception de l'environnement, et il peut ainsi arbitrer entre les diverses solutions possibles en replaçant les informations que fournit l’expert dans un contexte plus large.
Le rôle du MOAS est de s'assurer de la bonne adéquation entre 
- d'une part la stratégie « métier » de l'entreprise ou de l'organisation : les objectifs, les enjeux, inscrits dans leur contexte, les opportunités et menaces, ainsi que les forces et faiblesses (vulnérabilités) (voir risque et SWOT).
- et d'autre part le système d'information qui doit se mettre au service de cette stratégie.

C'est ce qu'on appelle parfois : l'alignement stratégique du système d'information ou l'alignement métier, le système d'information doit progressivement évoluer pour se conformer à la stratégie de l'entreprise.
Cette phase peut faire l'objet d'une démarche d'urbanisation du système d'information, qui doit intégrer les préoccupations de sécurité au sens large, et une analyse des risques.

### Électricité Réseau Distribution de France, ainsi que Gaz Réseau Distribution de France distinguent MOAD et MOAR
Deux entités existent pour ERDF ET GrDF dans la maîtrise d'ouvrage :
- La MOAD (Maîtrise d'ouvrage Décisionnelle)
- La MOAR (Maîtrise d'ouvrage Réalisationnelle)

## L'architecte métier
Pour contribuer à l'alignement métier du système d'information des arbitrages sont à rendre entre les différents projets d'évolution, candidats à la mise en œuvre : c'est ce que l'on appelle la gestion de portefeuille de projets (en anglais : Project Portfolio Management ou PPM).

La maîtrise d'ouvrage peut recourir à l'expertise d'un « architecte métier » (l'équivalent pour la maîtrise d'ouvrage, de l'architecte applicatif de la maîtrise d'œuvre), parfois appelé également urbaniste métier. Cet architecte contribue à donner une vision métier (ou fonctionnelle) du système d'information, considéré sous l'angle de la stratégie de l'entreprise et non pas une vue technique du découpage applicatif du système informatique. L'architecte métier est également en mesure de définir des plans d'évolution progressive du système d'information, conciliant les impératifs à court terme et une vision à plus long terme : ce sont des plans d'urbanisation.

## Le maître d’ouvrage délégué (MOAD)
Le « maître d’ouvrage délégué » (MOAD) est une personne, soit seule, soit à la tête d’une équipe si l’entité est importante. Il assiste le MOAS dont il est un des plus proches collaborateurs. Sa fonction est de veiller à la qualité du SI de l’entité, tant pour la conception que pour la façon dont il est utilisé. Il assiste le MOAS en lui fournissant, les éléments nécessaires aux prises de décisions.

Il peut représenter le MOAS au Comité de pilotage, voire au comité directeur de projet.

Dans certains cas de figure, le maître d'ouvrage délégué joue le rôle d'un directeur de projet.
Le MOAD est, au sein de l’entité, le responsable de la qualité des méthodes utilisées pour l’expression des besoins, la sélection des priorités, la réalisation des études préalables ou des cahiers des charges, la conduite de projet et la recette finale. Ses interlocuteurs naturels au sein de l’entité sont les chefs de service et les MOAO (voir ci-dessous). Son interlocuteur naturel au sein de la direction informatique est le responsable de domaine (voir Fonctions dans la maîtrise d'œuvre).
Le MOAD assure une « veille SI » : il se tient informé de ce que font en matière d'évolution du SI les entités comparables à la sienne pour s’assurer que celle-ci ne prend pas de retard par rapport à l’état de l’art, à l'évolution des marchés ou à la concurrence, ou même pour formuler des suggestions qui lui permettront de prendre de l’avance.
Le MOAD n’est pas un informaticien (c'est plutôt un méthodologue), mais il est bon qu’il ait assez de connaissances en informatique pour être, face à la direction informatique, un « client compétent », un client qui sait se faire comprendre et qui comprend ce qu’on lui expose.
Souvent, le MOAD est un ancien informaticien : l'informaticien, avec l'ouverture d’esprit nécessaire, assimile en peu de temps les caractéristiques essentielles du métier dans lequel il est appelé à évoluer (il serait plus difficile à un expert du métier de s'acclimater à l'informatique). Souvent le MOAD sera le bras droit du MOAS : placé à ses côtés, il connaît bien les diverses activités de l’entité. En fonction de sa compétence, le MOAD peut avoir vocation à devenir MOAS.

## Le sponsor ou commanditaire
Lorsque la fonction de maîtrise d'ouvrage est moins impliquée dans le projet, on parle parfois de « sponsor » (commanditaire au Québec). On retrouve dans cette appellation les origines du vocabulaire de maîtrise d'ouvrage : le sponsor est celui qui « paie ». 

Lorsque le projet est de grande envergure et qu'il met en jeu de nombreuses directions métiers au sein de l'entreprise ou de l'organisation, le maître d'ouvrage délégué est mandaté par la direction principale de l'entreprise (la direction générale, ...) - dans ce cas, le MOAD peut s'appuyer sur des relais au sein des différentes directions métier de l'entreprise : ce sont des « sponsors ». 

Dans les deux cas, le(s) sponsor(s) supervise(nt) le travail des experts métiers et entérine(nt) les décisions, arbitrages et options pris.

## Le maître d’ouvrage opérationnel (MOAO)
Le « maître d’ouvrage opérationnel » (MOAO) est, dans l’entité, un expert qui connaît parfaitement l’un des grands processus du métier. Lorsque le SI est organisé en applications, le MOAO est celui qui connaît parfaitement l’application. Il sait, quand on veut faire des choses nouvelles, s’il sera possible d’y parvenir en modifiant des paramètres, ou s’il faudra un développement important ; il connaît les référentiels utilisés, les règles de gestion, les traitements en batch (dit traitements par lot), les échanges et interfaces avec les autres applications, etc.

Il peut jouer le rôle d'accompagnateur du changement.
Il recueille les besoins des utilisateurs et établit ou supervise les spécifications générales. Il a pour interlocuteur naturel à la direction informatique le « chef de projet MOE » avec qui il entretient une relation permanente (voir Fonctions dans la maîtrise d'œuvre). Trop souvent, le MOAO est une personne seule qui possède une compétence précieuse. La situation peut être catastrophique s’il tombe malade, ou quand il prend sa retraite. Trop peu d’entreprises pensent à ce type de risque, mais souvent le MOAO lui-même n'est pas enclin à partager son savoir.
Le MOAD veille à la bonne utilisation des méthodes par les MOAO, ainsi qu’à la qualité de leurs relations avec leur chef de projet MOE.

## L’assistant à maîtrise d’ouvrage (AMO ou AMOA)
Le travail que doivent réaliser un MOAD ou un MOAO comporte des périodes de surcharge lorsqu’il faut spécifier, suivre ou recetter une importante évolution du système d'information ; lorsqu’il faut concevoir ou mettre en place des méthodes nouvelles ; lorsqu'il faut mettre en œuvre une compétence que l'entité ne possède pas.

Dans ces cas, l’entité fait appel, pour réaliser les travaux dévolus à la maîtrise d’ouvrage, à des consultants externes ou à des personnes que l'entreprise a mis à sa disposition : elles rédigent les spécifications ou documents méthodologiques, tiennent à jour les tableaux de bord, etc. On appelle ces personnes « assistants à maîtrise d’ouvrage » (AMO ou AMOA).

Elles assistent la MOA dans l'accompagnement du changement.

## L’expert métier
Pour garantir la pertinence du SI, c'est-à-dire son adéquation à la pratique professionnelle, il faut recueillir une information détaillée sur les conditions pratiques du travail quotidien. Le MOAO s’adjoint à cette fin d' « experts métier » venus du terrain qui contribuent au travail de spécification et de recette. Les indications fournies par ces experts métier sont indispensables mais il faut les interpréter : les praticiens ne sont pas les mieux placés pour définir les priorités, pour distinguer l'essentiel du secondaire.

## L’utilisateur
La finalité du SI, c’est d’être un outil efficace entre les mains de l’utilisateur final. Cependant la population des utilisateurs est souvent trop nombreuse, trop dispersée pour participer à la conception du SI. Elle sera représentée dans cette tâche par les experts métier. 
Les utilisateurs doivent recevoir une formation peu de temps avant que le nouveau produit ne soit mis en service ; leurs avis doivent être recueillis lors du déploiement du produit, et aussi lors de son exploitation courante, en procédant à des enquêtes périodiques.

## La coordination des maîtrises d'ouvrage
La maîtrise d'ouvrage, telle que nous l'avons définie, relève de chacun des métiers de l'entreprise : seront maîtres d'ouvrage la direction commerciale, la direction de la production, la direction technique, la direction de la recherche, et - nous l'avons vu - la direction informatique elle-même, qui est par ailleurs maître d'œuvre par rapport aux autres directions. 
Cependant le système d'information concerne non pas chaque métier pris séparément, mais l'ensemble de l'entreprise. Sa cohérence exige que les divers métiers utilisent le même référentiel pour l'identification des personnes de l'entreprise, produits et clients, ainsi que pour l'organisation. Certains processus transitent d'un métier à l'autre, ce qui implique des échanges de données. Les méthodes à utiliser par les diverses maîtrises d'ouvrage sont analogues. Le poste de travail, l'informatique de communication sont partagés par tous. Enfin, la gestion du portefeuille applicatif de l'entreprise suppose un arbitrage ultime pour sélectionner, parmi les projets présentés par chaque métier, ceux qui seront effectivement réalisés. 
Ces diverses questions relèvent de la responsabilité du directeur général, qui est ainsi le MOAS suprême de l'entreprise. Il est assisté par une MOAD spécifique, chargée de la coordination et de l'animation des diverses MOA. Elle assiste le DG par ses avis, ses expertises, et elle a le devoir de l'alerter lorsque des risques ou opportunités se présentent. 
Les décisions essentielles concernant le SI sont prises lors de réunions du comité de direction générale, dans une configuration spécifique que l'on baptise « Comité Système d'Information » (CSI). Le CSI est composé des MOAS (c'est-à-dire du DG et des patrons des divers métiers de l'entreprise, DGA ou directeurs. Chaque MOAS est accompagné au CSI par son MOAD qui lui sert de « sherpa » : le MOAD n'a pas pouvoir de décision lors des réunions du CSI, mais il s'exprime par ses expertises. 

## Référence
- Une partie de cet article est issue de l'article « Fonctions dans la maîtrise d’ouvrage », de Michel Volle (2002), sous licence de documentation libre GNU.
- De l'Informatique : Savoir vivre avec l'automate, Michel Volle, Economica, 2006,  (ISBN 2717852190) (lien vers le texte intégral)